# Andropolia dispar
Fishia dispar là một loài bướm đêm trong họ Noctuidae.